# Hyllie vattentorn
Hyllie vattentorn är ett vattentorn i Malmö, beläget i stadsdelen Hyllie. Tornet är vitt och har formen av en svamp eller ett flygande tefat. Det är 62 meter högt och rymmer 10 200 kubikmeter vatten. Det stod klart 1973. Arkitekt var Kjessler & Mannerstråle genom Karl Ivar Stål.

## Hyllie Vattentorn
Vattentornet i Hyllie är Malmös nyaste vattentorn. Tornet var det vinnande förslaget i en stor arkitekttävling. Förslaget som kallades för "Drabant" utfördes av Kjessler & Mannerstråle från Stockholm. 
Hyllie vattentorn är en populär Malmösymbol. Marknivån är ungefär 21 meter över havet. Vid olika tillfällen ändras belysningen. Till julen är belysningen till exempel röd. När belysningen inte specialanpassas är den blå.
Förr fanns det en restaurang uppe i vattentornet men den flyttades år 1996. Från 1998 till 2008 användes lokalen till visningsverksamhet i pedagogiskt syfte. 
Från att tidigare stått ensamt i jordbrukslandskap så är nu Hyllie vattentorn omgärdat av ny bebyggelse som Malmö Arena, köpscentret Emporia och Citytunneln med Hyllie station just utanför tunneln. Vattentornet skyddas nu av flera säkerhetsanordningar och har ett högt staket runt sig. En vattenpark för allmänheten finns under tornet. Hyllie vattentorn ingår i VA SYD:s verksamhet.

## Bilder

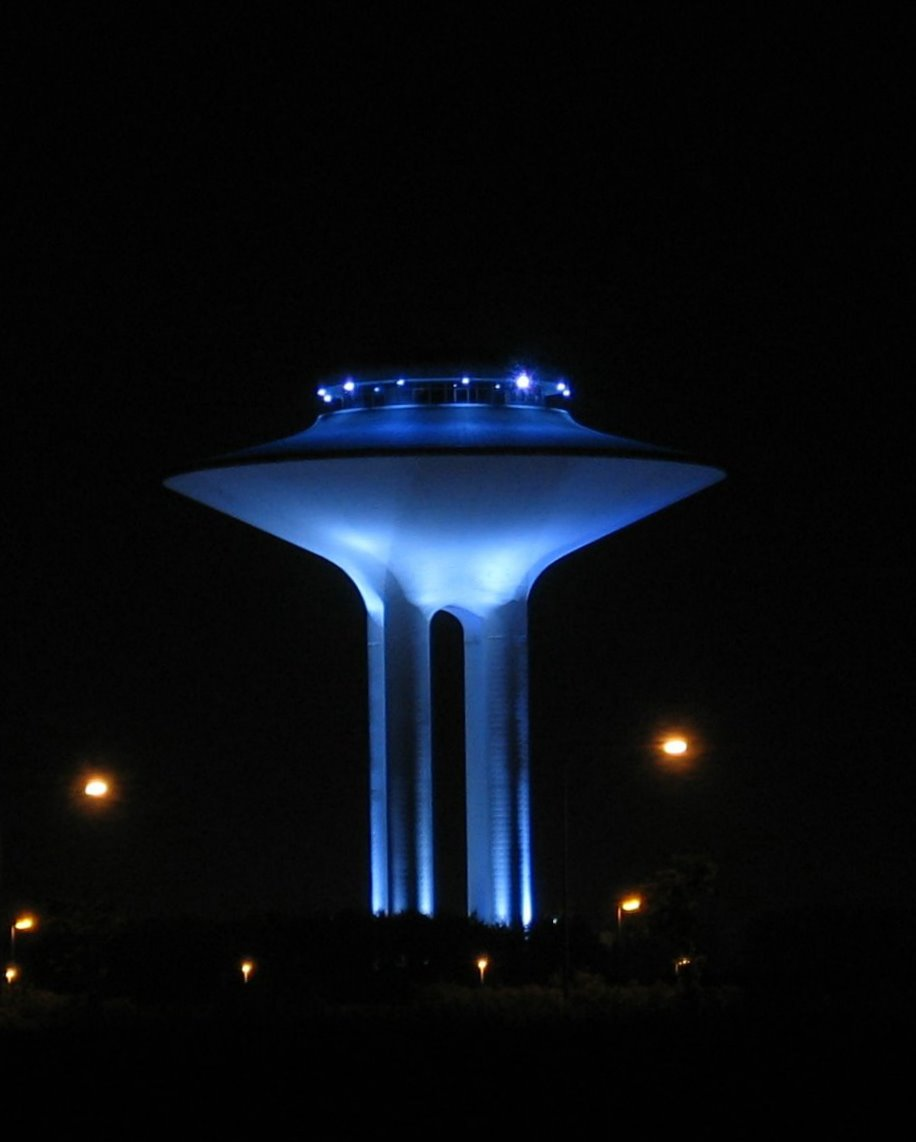
Nattbelyst, oktober 2006
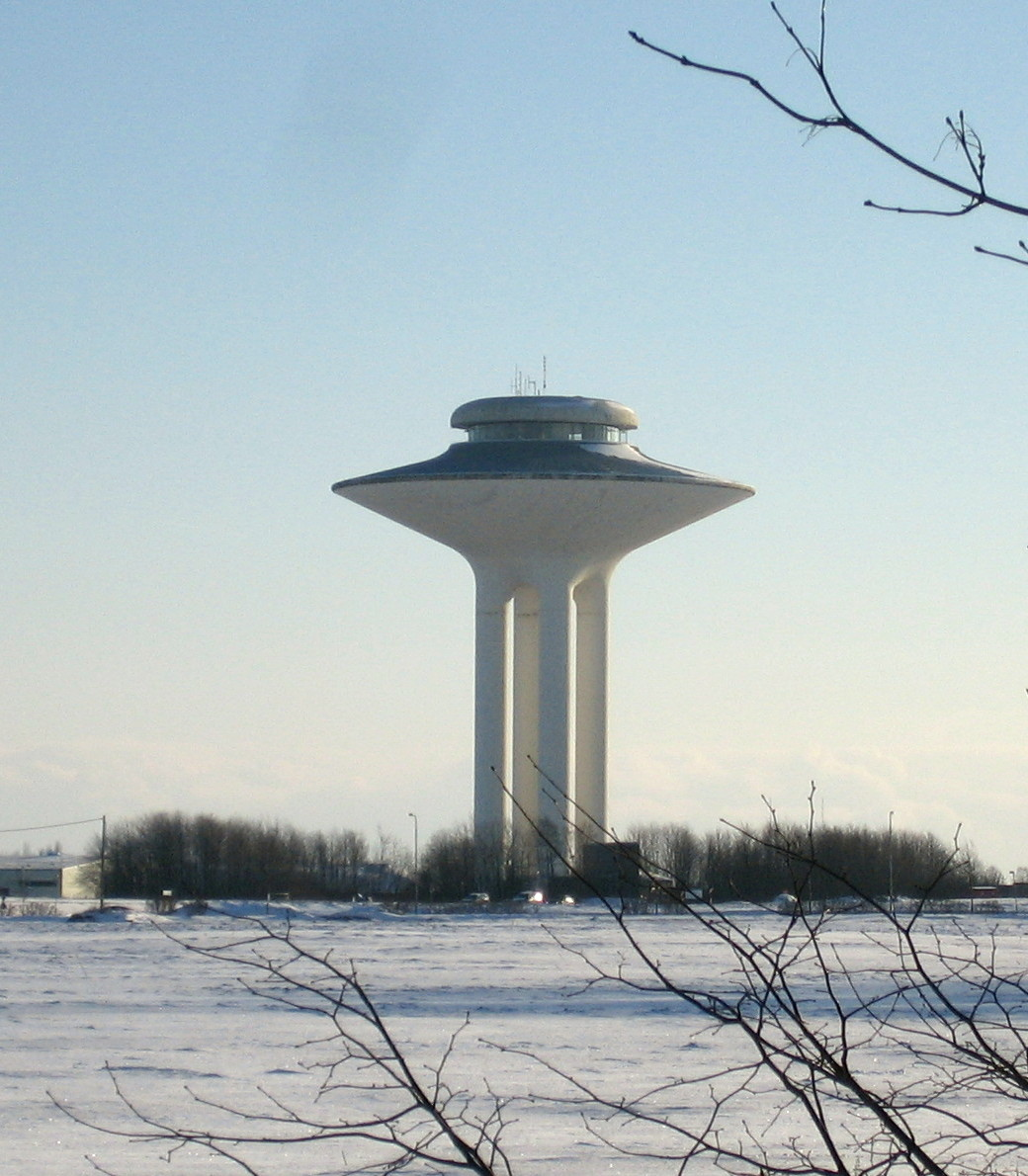
Hyllie vattentorn, vintern 2006
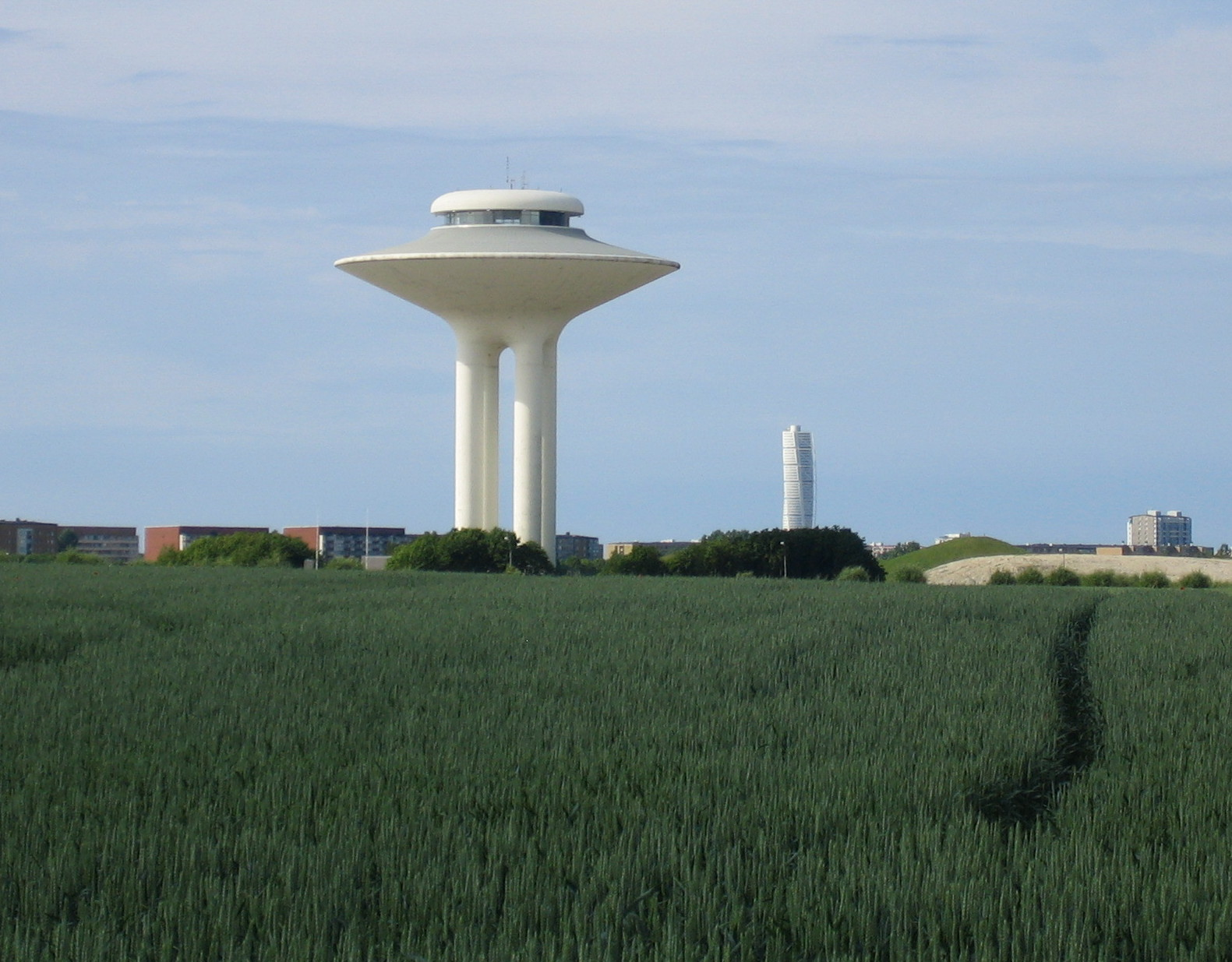
Hyllie vattentorn, sommaren 2006
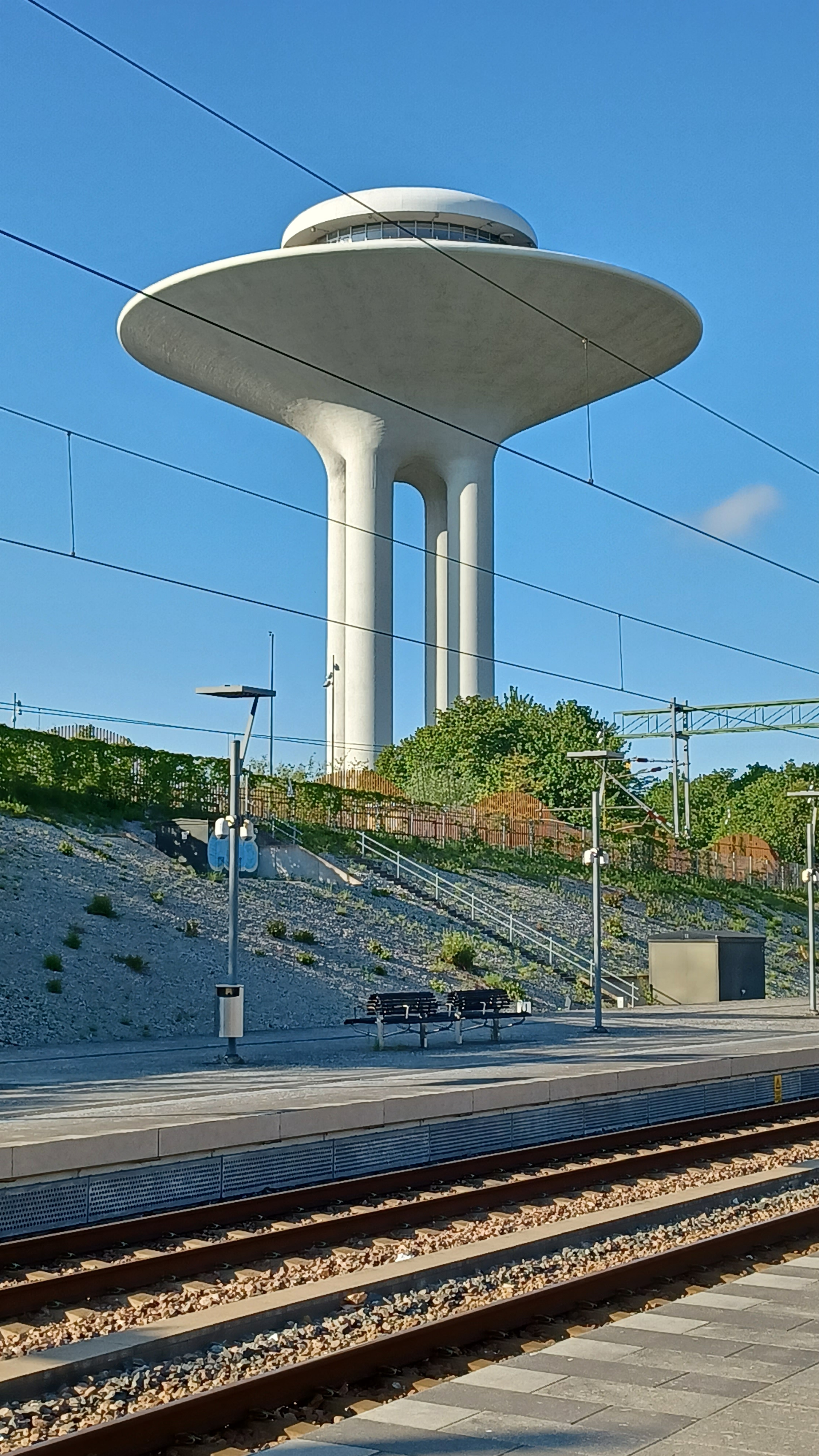
Vattentornet från Hyllie station, juni 2022
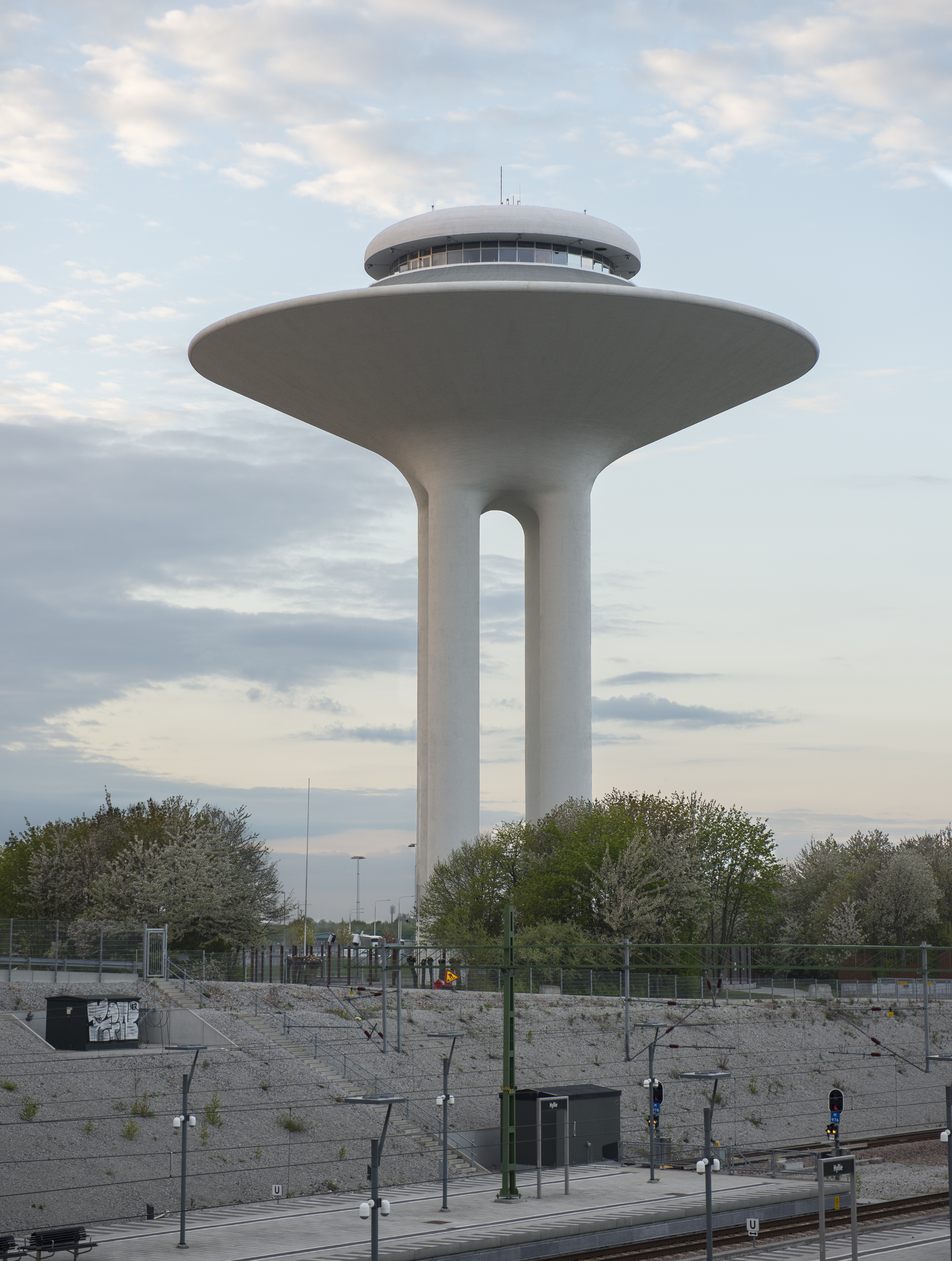
Vattentornet från Hyllie station, maj 2013
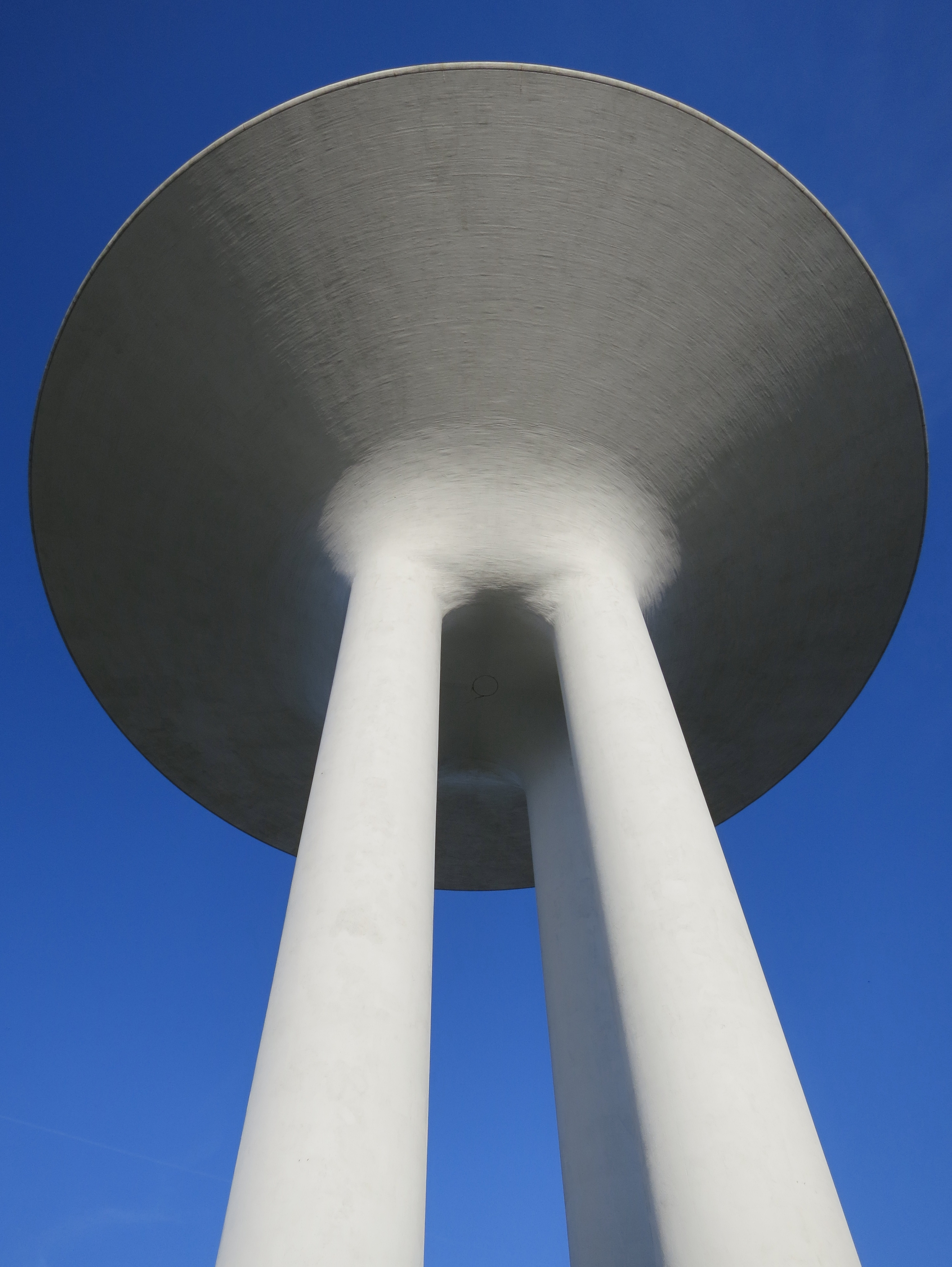
Vattentornet underifrån